# Emendatio libelli
Emendatio libelli é uma expressão em latim empregada no Direito para os casos de aditamento da peça acusatória, contudo, não há mudança dos fatos narrados inicialmente, mas sim a correção da tipificação penal com os fatos.
Trata-se de questão relacionada ao processo penal, ao qual deve atender o princípio da exata correlação entre a acusação e a sentença, ou seja, os fatos narrados e a tipificação devem guardar exata correspondência com a sentença de mérito, daí, a necessidade de se convalidar qualquer vício entre as peças processuais.

## No Brasil
Caso o juiz perceba que os fatos trazidos na denúncia não correspondem à tipificação penal, de ofício, ele poderá solicitar a correção.
No artigo 383 do Código de Processo Penal: "O juiz, sem modificar a descrição do fato contida na denúncia ou queixa, poderá atribuir-lhe definição jurídica diversa, ainda que, em conseqüência, tenha de aplicar pena mais grave.".